# 开化寺塔
开化寺塔，位于中国河北省石家庄市元氏县城内，为石家庄市元氏县的一个全国重点文物保护单位，类型为古建筑，公布时间为2013年5月。
开化寺塔的历史年代为金。